# Pavonia schweinfurthii
Pavonia schweinfurthii är en malvaväxtart som beskrevs av Oskar Eberhard Ulbrich. Pavonia schweinfurthii ingår i släktet påfågelsmalvor, och familjen malvaväxter. Inga underarter finns listade i Catalogue of Life.